# Presidentskapet Bengalen
Presidentskapet Bengalen var en underavdelning i brittiska Indien. Det var 610 381 km2 stort och hade 66 856 859 invånare (1871–1872). Presidentskapet omfattade de fem provinserna (Nedre) Bengalen, Behar, Orissa, Chota Nagpore och Assam.